# Modolo
Modolo (Mòdolo in sardo) è un comune italiano di 172 abitanti della provincia di Oristano in Sardegna. È il più piccolo comune per estensione territoriale della Regione e dista circa 49 chilometri dal capoluogo.

## Geografia fisica

### Territorio
Il paese sorge a 134 metri sul livello del mare a pochi chilometri dal mare. Il centro abitato si sviluppa su una ridente collina circondata da una serie di piccole vallate, impiegate per l'agricoltura.

## Origini del nome
Il nome "Modolo" può derivare dal toponimo antichissimo Madala, oppure può essere scaturito dal latino modulus riferibile sia a "piccola estensione" che alla maniera utilizzata anticamente dalle genti delle valli di Modolo per incanalare o intubare l'acqua delle vicine fonti. In periodo romano esiste già Modulo Vallis attraversato dalla strada occidentale che portava da Sulki, raggiungeva Neapolis, Othoca (l'attuale Santa Giusta), Cornus, nel golfo di Oristano, e proseguiva per Bosa e Nure fino a Turris Lybissonis, l'odierna Porto Torres. Il nome venne mantenuto per tutta l'epoca romana, trasformandosi nell'attuale "Modolo" nel periodo medievale.

## Storia
Il territorio di Modolo è abitato fin dall'epoca nuragica: passò successivamente sotto il controllo dei Fenici, dei Cartaginesi e quindi dei Romani.
Nel VII secolo d.C. vi si stabilirono dei monaci bizantini che evangelizzarono Modolo e vi edificarono la chiesa parrocchiale di Sant'Andrea apostolo.
Nel Duecento appartenne algiudicato di Torres e fece parte della curatoria di Planargia. Alla caduta del giudicato (1259) passò ai Malaspina e quindi al giudicato di Arborea. Nel 1468 entrò nei domini della signoria della Planargia.
Nel Cinquecento, i Carmelitani vi fondarono un loro convento con l'annessa chiesa dedicata alla Vergine del Carmelo. Nel 1628 passa, con l'intera Sardegna, nei domini della Spagna che affida Modolo in feudo alla famiglia cagliaritana dei Brondo. Nel 1716 passa per vie ereditarie ai Paliacio, che ottengono il titolo di marchesi di Planargia. Qualche anno dopo Modolo entra nei domini dei Savoia, che confermano il possesso dei Paliacio. Solo nel 1839 venne abolito in tutto il Regno di Sardegna il dominio feudale e Modolo diventò quindi un comune autonomo, inizialmente in provincia di Cagliari e dal 1927 in quella di Nuoro.
Ai sensi della Legge Regionale n. 10 del 13 ottobre 2003, che ha ridefinito le circoscrizioni delle nuove province sarde, il comune di Modolo è passato alla Provincia di Oristano.

### Simboli
Lo stemma e il gonfalone sono stati concessi con decreto del presidente della Repubblica del 4 marzo 2002.
Il gonfalone è un drappo di giallo.
Un'ampia area del territorio comunale è coltivata a vigneto, dove si produce un rinomato Malvasia di Bosa, e a frutteto, soprattutto ciliegi.

## Monumenti e luoghi d'interesse

### Architetture religiose
Il principale monumento del villaggio è la chiesa  parrocchiale di Sant'Andrea Apostolo, fondata nell'Alto Medioevo ma danneggiata da un incendio nel XIX secolo. All'interno della chiesa sono conservate alcune statue lignee risalenti al XVII secolo. Altre chiese sono dedicate alla Madonna del Grappolo, a sant'Isidoro e alla santa Croce.

### Siti archeologici
Intorno al paese, sono state rinvenute basi archeologiche di nuraghi, domus de janas e i resti di una villa romana.

## Società

### Evoluzione demografica
Abitanti censiti

### Etnie e minoranze straniere
Secondo i dati ISTAT al 31 dicembre 2010 la popolazione straniera residente era di 3 persone. Le nazionalità maggiormente rappresentate in base alla loro percentuale sul totale della popolazione residente erano:
- Romania 2 1,18%

### Lingue e dialetti
La variante del sardo parlata a Modolo è quella logudorese centrale o comune.

## Cultura

### Eventi
- I festeggiamenti più importanti riguardano le manifestazioni in onore del patrono, sant'Andrea, che a Modolo viene ricordato in due giorni: il 11 maggio con le tradizionali feste e spettacoli nelle strade e nelle piazze del paese; il 30 novembre si tiene la festa religiosa.
- Il 16 e il 17 gennaio si tiene, come in altri piccoli centri della Sardegna, la sagra di sant'Antonio con l'accensione di falò, l'assaggio pubblico di vino e di prodotti tipici, la tradizionale "zeppolata".

## Economia
L'economia di Modolo si basa quasi esclusivamente sull'agricoltura; le colture tradizionali sono la vite e il ciliegio. Il paese rientra nell'area di produzione del vino DOC Malvasia di Bosa secco, liquoroso secco, liquoroso dolce naturale e dolce naturale.

## Amministrazione
| Periodo        | Periodo        | Primo cittadino       | Partito                                 | Carica  | Note   |
| -------------- | -------------- | --------------------- | --------------------------------------- | ------- | ------ |
| 10 giugno 2018 | 29 maggio 2023 | Hassan Omar Aly Kamel | Lista civica "Democrazia e trasparenza" | Sindaco | [ 9 ]  |
| 29 maggio 2023 | in carica      | Giovanni Maria Milia  | Lista civica "Democrazia e trasparenza" | Sindaco | [ 10 ] |

### Altre informazioni amministrative
Il comune di Modolo fa parte della Unione di comuni della Planargia.